# Taxa de mortalidade

Taxa de mortalidade dos países, mortes por mil.

A taxa de mortalidade ou coeficiente de mortalidade é um índice demográfico que reflete o número de mortes registradas. 

## Aspectos
Na taxa de mortalidade, há vários aspectos a serem considerados:
1. Taxa bruta de mortalidade - total de mortes ao ano por 1000 pessoas. A taxa bruta de mortalidade no mundo, de acordo com o “CIA World Factbook”, é de 8,24 por 1000 pessoas ao ano.
2. Taxa de mortalidade perinatal é o número de óbitos fetais de 28 ou mais semanas de gestação e óbitos de nascidos vivos com menos de sete dias de idade, observado um determinado período de tempo, considerando-se cada 1000 nascimentos.
3. Taxa de mortalidade materna é o número de mulheres mortas durante o parto, considerando-se cada 100 000 nascimentos bem sucedidos.
4. Taxa de mortalidade infantil relativa ao número de crianças mortas com menos de um ano, considerando-se cada 1000 nascimentos.
5. Taxa de mortalidade infantil relativa ao número de crianças mortas com menos de cinco anos, considerando-se cada 1000 nascimentos.
6. Taxa de mortalidade prevista – representa a comparação proporcional do número de mortes previstas caso a população tivesse uma constituição mediana em termos de idade, sexo, etc.
7. Taxa de mortalidade específica etária – relativa ao número total de mortes por ano, considerando-se cada 1000 pessoas de determinada idade.

De acordo com levantamento da Organização Mundial da Saúde, feito em 2002, as principais causas de óbito no mundo inteiro foram:
- Enfarte
- Derrame cerebral
- Infecções respiratórias
- HIV/AIDS
- Doenças pulmonares obstrutivas
- Doenças associadas à diarreia
- Tuberculose
- Malária
- Câncer de traqueia/brônquios/pulmão
- Acidentes de trânsito

As causas de mortalidade variam consideravelmente quando comparados países de primeiro e terceiro mundos.
De acordo com Jean Zigler, o relator especial das Nações Unidas do programa “Right to Food” entre 2000 e março de 2008, a mortalidade causada por desnutrição respondeu por 58% da mortalidade total de 2006.
Grande parte dos 150 mil indivíduos que morrem por dia em todo o globo, cerca de dois terços – 100 mil por dia – morrem de causas relacionadas à idade avançada. Nas nações industrializadas, a taxa aumenta para 90 mil indivíduos.
A taxa de mortalidade pode ser tida como um forte indicador social, já que, quanto piores as condições de vida, maior a taxa de mortalidade e menor a esperança de vida. No entanto, pode ser fortemente afetada pela longevidade da população, perdendo a sensibilidade para acompanhamento demográfico.
Outros indicadores de saúde, como a taxa de mortalidade infantil, são mais significativos, pois têm forte correlação com as condições de vida em geral.

### Taxa de mortalidade perinatal
Taxa de mortalidade perinatal é convencionalmente contabilizada como o número de mortes fetais de 28 ou mais semanas de gestação e óbitos de nascidos vivos com menos de sete dias de idade, observado num dado período de tempo, normalmente, um ano civil, referido ao número de nados-vivos.

### Taxa de abortos
É o número anual de abortos estimado por 1000 mulheres na idade reprodutiva.

### Taxa de mortalidade neonatal
A taxa de mortalidade neonatal é o número de óbitos de crianças com menos de 28 dias de idade, observado durante um determinado período de tempo - normalmente, 1 ano civil -, referido ao número de nados vivos do mesmo período.
Para facilitar a comparabilidade dos dados dos diferentes países esta taxa é habitualmente expressa em número de óbitos de crianças com menos de 28 dias de idade por 1000 nados vivos.
Esse coeficiente pode ser divididos em: a mortalidade neonatal precoce tendo como numerador os óbitos de crianças menores que 7 dias ou de 0 a 6 dias e a mortalidade neonatal tardia tendo como numerador os óbitos de crianças entre 7 e 27 dias.
Segundo Laurenti et al, a mortalidade neonatal (0-28 dias) é, na quase totalidade, devida às chamadas causas perinatais e às anomalias congênitas. São portanto relacionadas a problemas de gestação, de parto, fatores maternos vários e problemas congênitos e genéticos. Constituem o que tem sido chamados de causas endógenas em oposição às causas exógenas ou relacionadas à fatores ambientais tais como doenças infecciosas e desnutrição, os fatores presumivelmente determinantes e condicionantes da mortalidade infantil tardia (28 dias a menos de 1 ano).